# Parramatta Park
Parramatta Park är en park i Australien. Den ligger i delstaten New South Wales, i den sydöstra delen av landet, omkring 21 kilometer väster om delstatshuvudstaden Sydney. Parramatta Park ligger 18 meter över havet.
Runt Parramatta Park är det mycket tätbefolkat, med 1 819 invånare per kvadratkilometer.. Närmaste större samhälle är Blacktown, nära Parramatta Park. 
Runt Parramatta Park är det i huvudsak tätbebyggt. Genomsnittlig årsnederbörd är 1 380 millimeter. Den regnigaste månaden är februari, med i genomsnitt 200 mm nederbörd, och den torraste är juli, med 36 mm nederbörd.